# Rue de la Comète (Asnières-sur-Seine)
Pour les articles homonymes, voir Rue de la Comète.

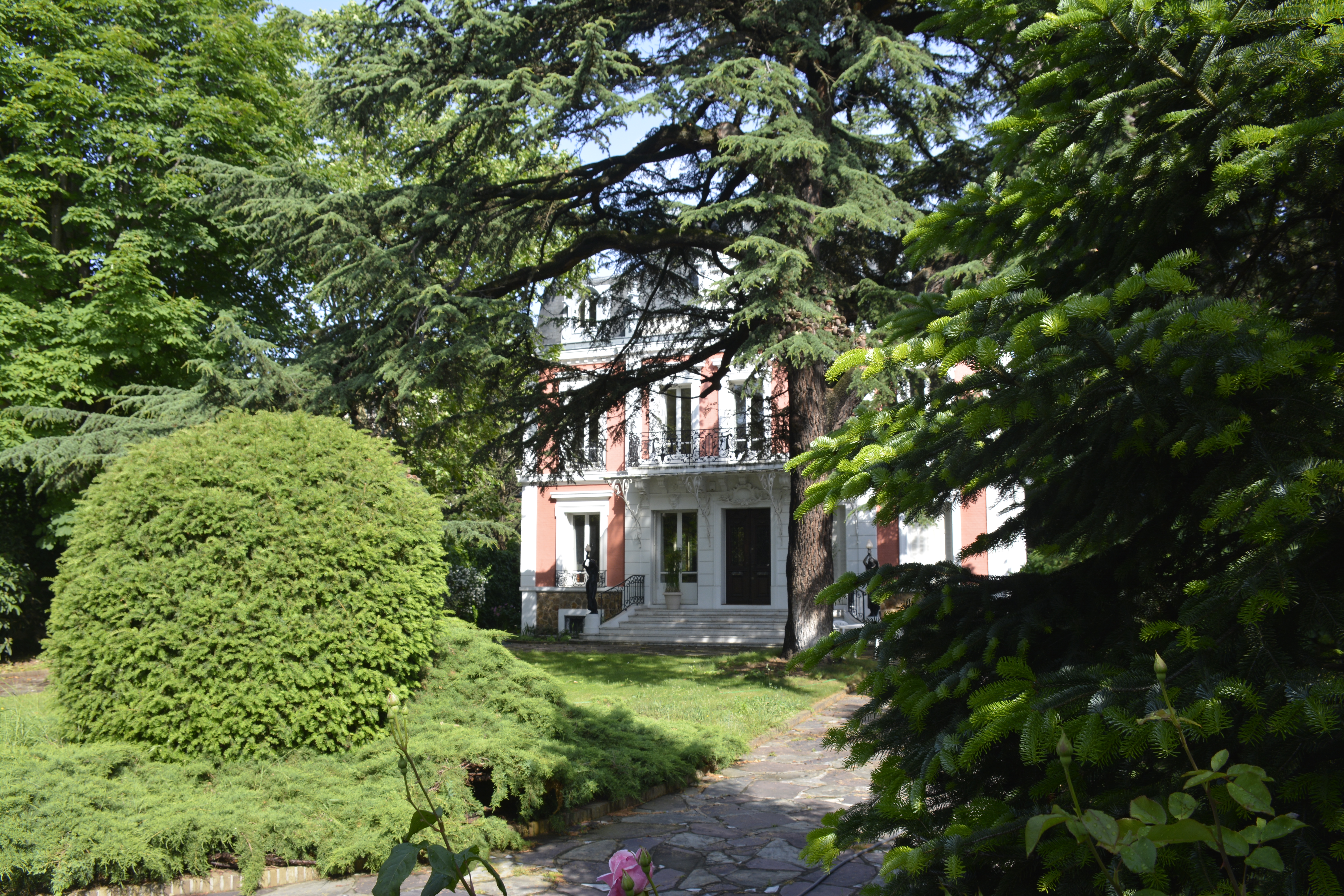
La villa des Roses en 2019

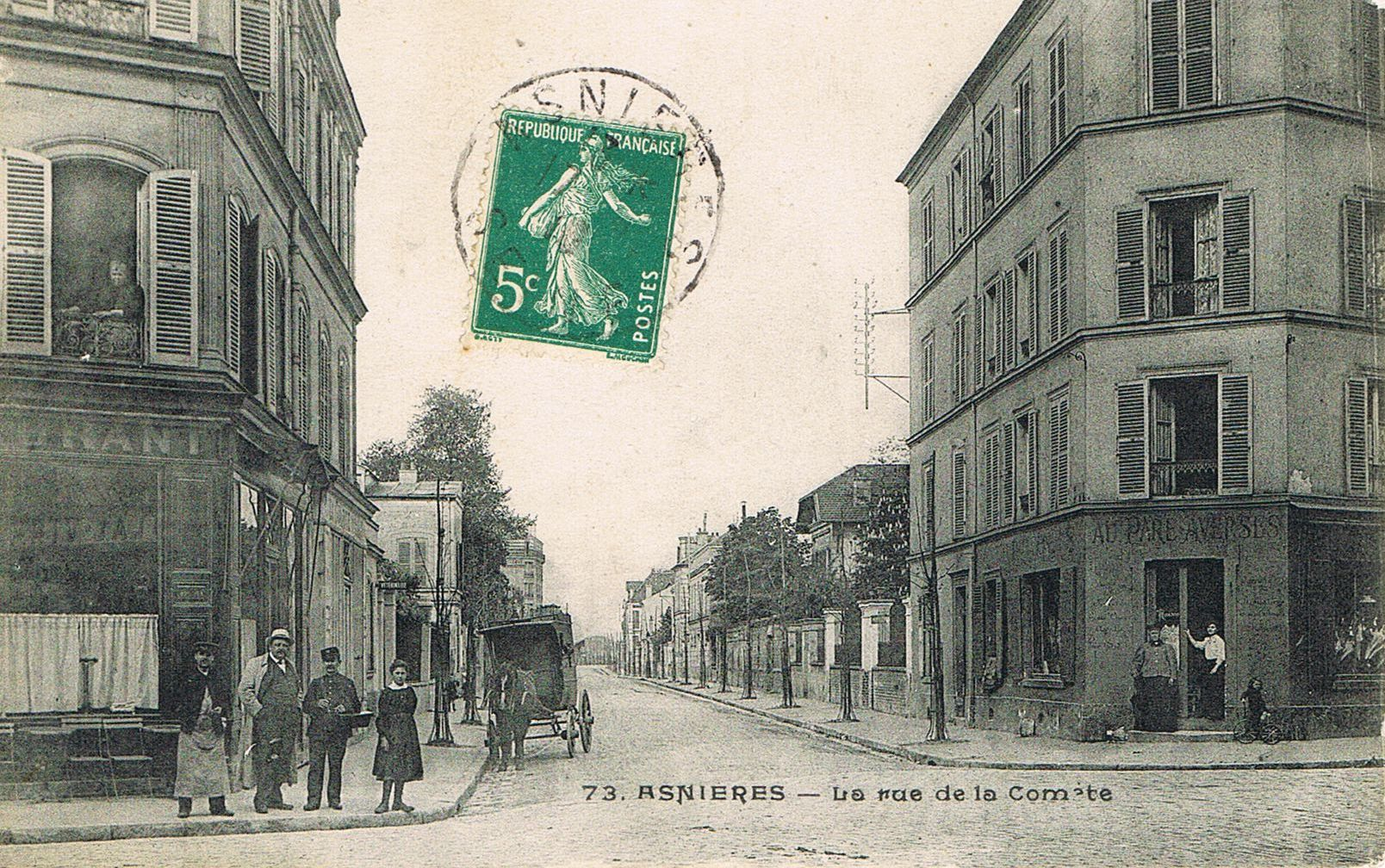
Tout début de la rue, sur la place de la comète

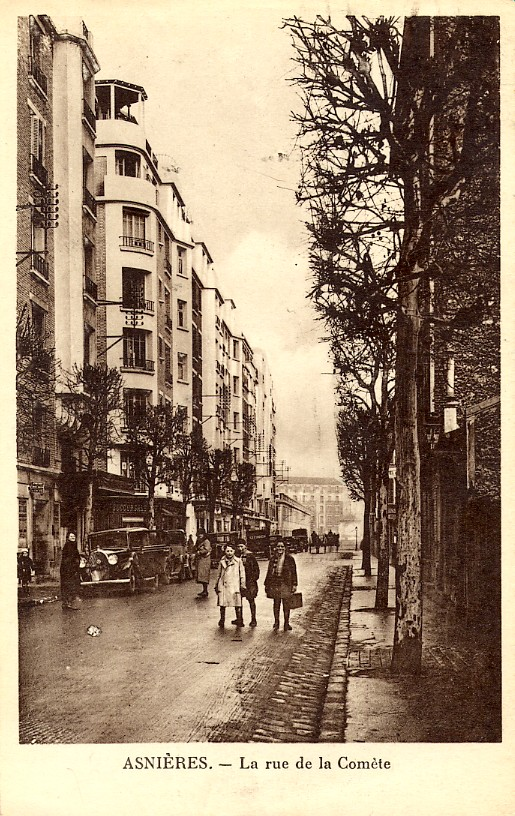
Milieu de la rue de la comète

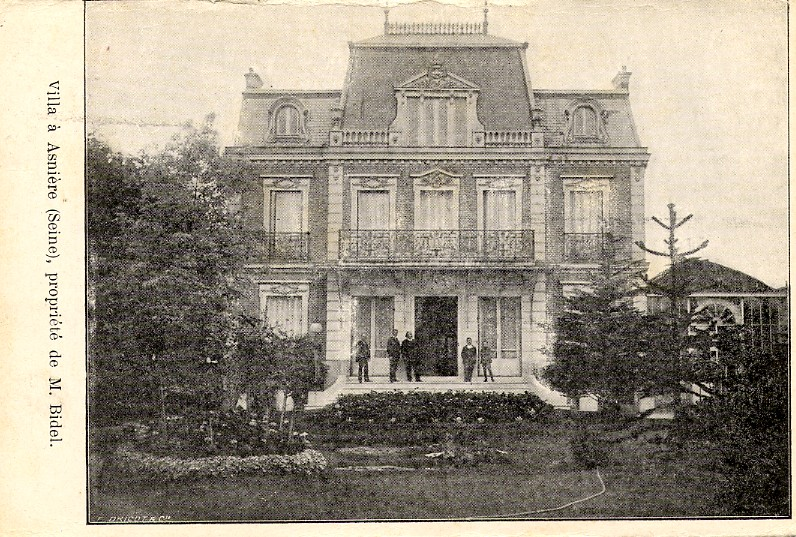
François Bidel devant la villa des roses vers 1900

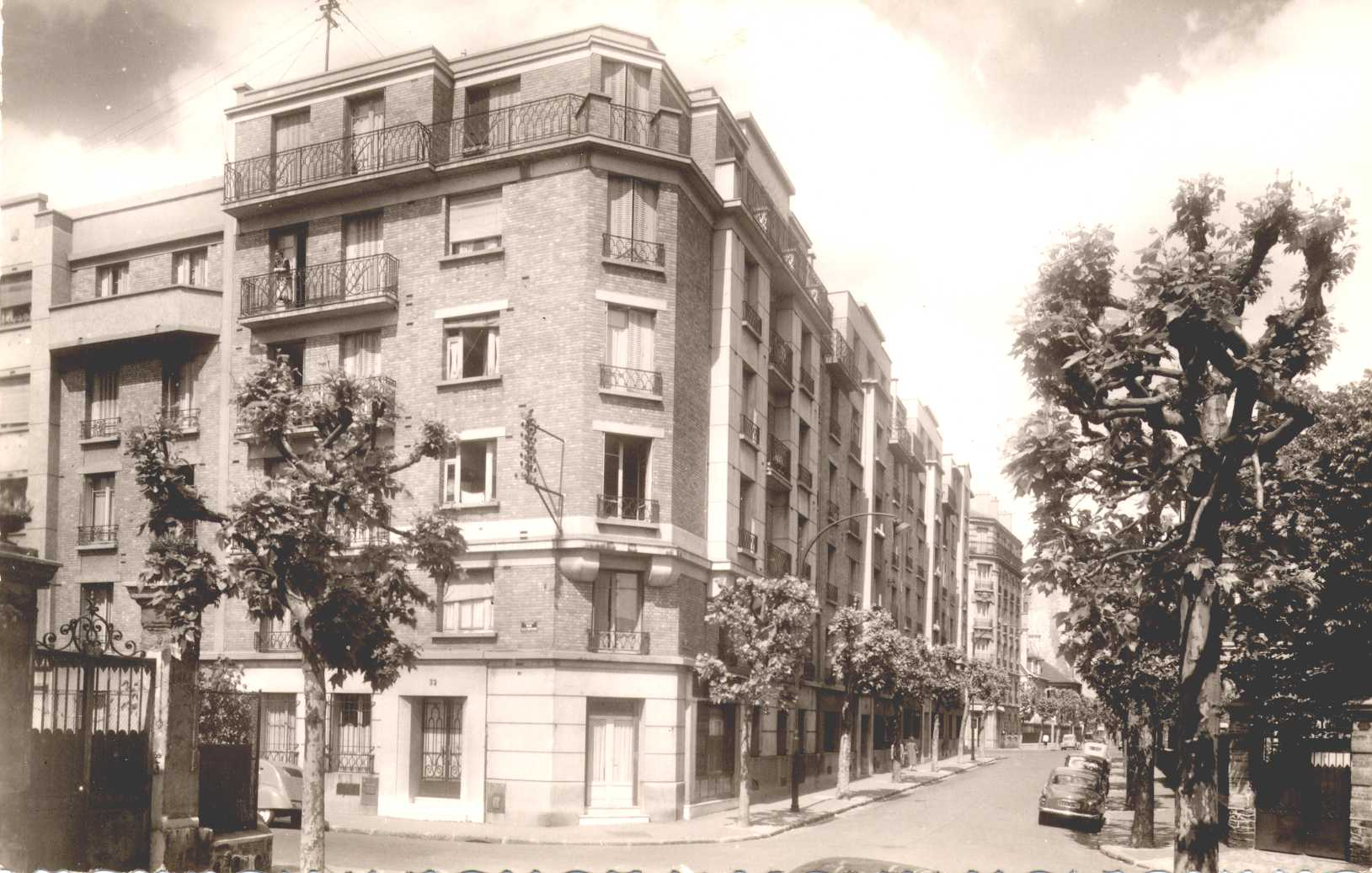
Ancienne caserne des Gardes républicains

La rue de la Comète est une voie de circulation située à Asnières-sur-Seine.

## Situation et accès
La rue de la Comète part de l'ancienne Place de la Comète, maintenant appelée Place de l'Ingénieur Jean-Albert Grégoire, comme en témoigne une récente plaque. Elle est perpendiculaire à l'avenue d'Argenteuil, axe principal du centre-ville d'Asnières-sur-Seine. Elle croise entre autres la rue du Révérend-Père-Christian-Gilbert et se termine au boulevard Voltaire.

## Origine du nom
C’est le 7 février 1890 que cette voie prit la dénomination de « rue de la Comète», probablement d'après 16P/Brooks ou 177P/Barnard, des comètes, toutes deux apparues en 1889 et visibles à l'œil nu.

## Historique
C'est une voie créée en 1860 au nord de l’ancienne propriété d'Anne de Gonzague de Clèves, princesse Palatine, plus tard acquise par le baron de Prony.
En 1859, dans cette rue, au numéro 15, Louis Vuitton (1821-1892) fit construire son atelier.
Dans les années 1880, François Bidel (1839-1909), célébrité du cirque, acheta au numéro 13, un terrain d’environ 1 300 m2 pour y faire édifier par l’architecte asniérois Auguste Mayet, son hôtel particulier, la villa des Roses,, mitoyenne de la propriété de Louis Vuitton (1821-1892), et face à celle de ses beaux-parents, la famille Lécuiller,,. Il s'y installa de façon définitive en juillet 1886.
Louis Vuitton fit par la suite construire sa demeure familiale sur son terrain, après quelques hésitations inquiètes, dues à la présence des fauves. Gaston-Louis y naîtra en 1883.

## Bâtiments remarquables et lieux de mémoire
- Place de la comèteMusée Louis-Vuitton.
- Villa des roses d'Asnières-sur-Seine

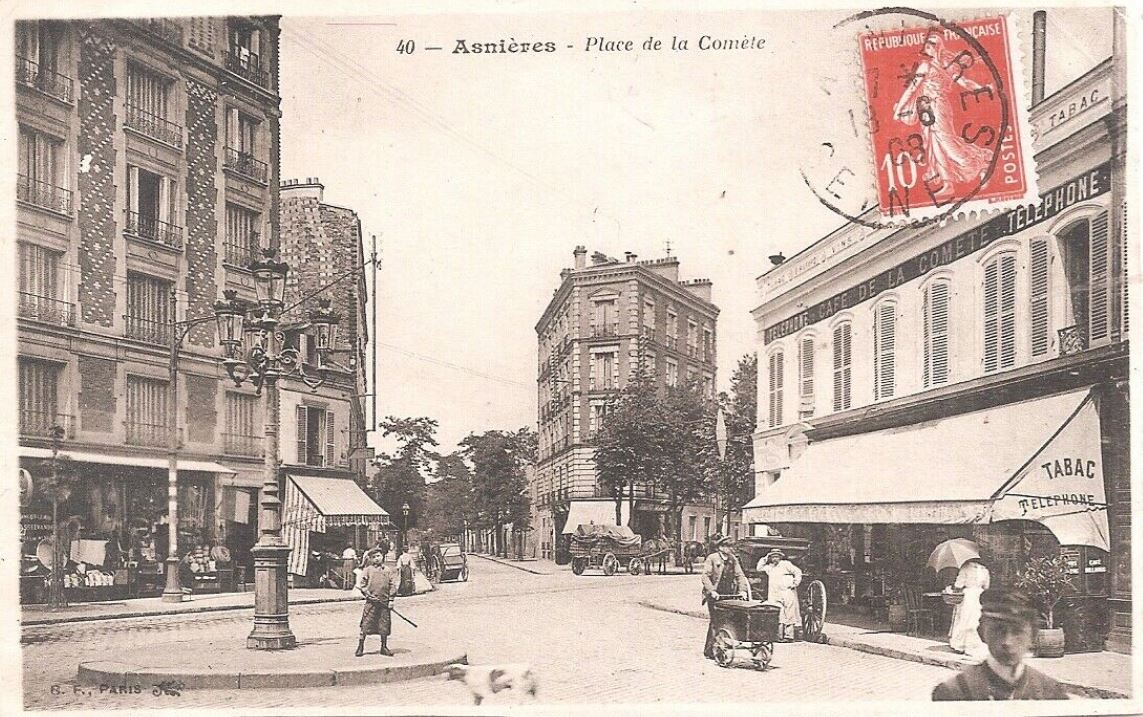
Place de la comète

- Siège de l'association humanitaire Enfants du Mékong